# Финальный турнир чемпионата Европы по футболу 2012 (золотая монета)
Финальный турнир чемпионата Европы по футболу 2012 (укр. Фінальний турнір чемпіонату Європи з футболу 2012) — золотая памятная монета номиналом 500 гривен, выпущенная Национальным банком Украины. Монета посвящена важному спортивному событию — финальному турниру чемпионата Европы по футболу, который проходил на Украине и в Польше в 2012 году. Монета является официальной лицензированной продукцией УЕФА ЕВРО 2012.
Монета введена в обращение 16 декабря 2011 года, относится к серии «Спорт».

## Описание монеты и характеристики
| Номинал, гривен | Металл | Масса, г | Диаметр, мм | Качество изготовления     | Гурт                             | Тираж, штук |
| --------------- | ------ | -------- | ----------- | ------------------------- | -------------------------------- | ----------- |
| 500             | золото | 500      | 80          | специальный анциркулейтед | гладкое с углубленными надписями | 500         |

### Аверс
На аверсе монеты размещен малый государственный герб Украины, надпись на украинском языке «НАЦІОНАЛЬНИЙ БАНК/УКРАЇНИ» (вверху), в центре на фоне карты Европы с надписями «КИЇВ» и «WARSZAWA» помещено изображение официального логотипа «УЕФА ЕВРО 2012 ™», выполненное с использованием цветной эмали, под картой номинал монеты — «500/ГРИВЕНЬ»; по кругу монеты изображены силуэты архитектурных памятников городов, в которых будут проходить матчи финального турнира, футболистов, а также указаны даты проведения игр.

### Реверс

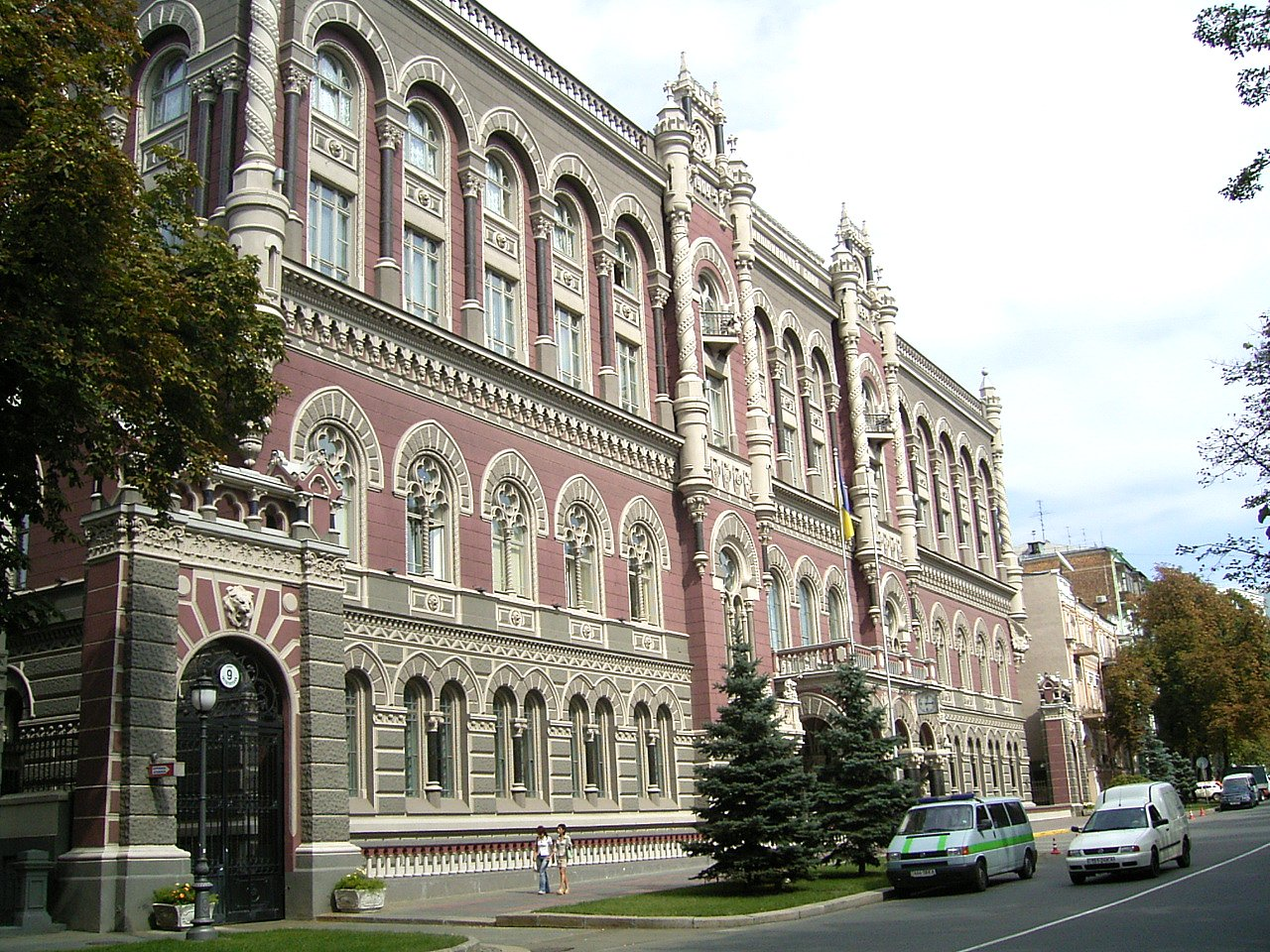
Здание Национального банка Украины

На реверсе монеты изображена стилизованная игровая композиция — на переднем плане динамичная фигура футболиста с мячом, на втором плане — два футболиста, силуэт вратаря, фрагмент сетки футбольных ворот; размещены надписи на украинском языке «ФІНАЛЬНІ/ІГРИ» (вверху слева), «ЧЕМПІОНАТ/ЄВРОПИ /З ФУТБОЛУ/2012 р.» (внизу справа).

## Авторы
- Художник — Таран Владимир, Харук Александр, Харук Сергей.
- Скульптор — Демьяненко Анатолий, Демьяненко Владимир.

## Стоимость монеты
Цену монеты в 350 000 гривен установил Национальный банк Украины в период реализации монеты через его филиалы в 2012 году.
Фактическая приблизительная стоимость монеты с годами менялась так:
| Год        | 2012    | 2013    | 2014    | 2015    | 2016    | 2017    |
| ---------- | ------- | ------- | ------- | ------- | ------- | ------- |
| Цена, грн. | 350 000 | 350 000 | 420 000 | 625 000 | 650 000 | 680 000 |

В настоящее время монета является самой ценной среди всех монет, выпущенных НБУ за время существования независимой Украины.